# Guénange
Guénange (deutsch Niederginingen, 1940–44 Niederganingen, lothringisch Genéngen) ist eine französische Gemeinde mit 7922 Einwohnern (Stand 1. Januar 2022) im Département Moselle in der Region Grand Est (bis 2015 Lothringen).

## Geografie
Die Gemeinde Guénange liegt am rechten Ufer der Mosel, etwa sieben Kilometer südlich von Thionville. Basse-Guénange (Niederginingen) liegt direkt an der Mosel, Haute-Guénange (Oberginingen) landeinwärts.

## Geschichte
Der Ort wurde im 6. Jahrhundert erstmals als Ganigas erwähnt und gehört seit 1659 zu Frankreich. 
Seit 1810 ist das Dorf Guélange (Gelingen) eingemeindet.
Nach dem Ende des Zweiten Weltkrieges nahm die Gemeinde durch den Stahlboom einen rasanten Aufschwung und vervielfachte ihre Einwohnerzahl.

### Bevölkerungsentwicklung
| Jahr      | 1962 | 1968 | 1975 | 1982 | 1990 | 1999 | 2007 | 2019 |
| Einwohner | 8350 | 9862 | 9397 | 8327 | 6794 | 7124 | 6938 | 7559 |

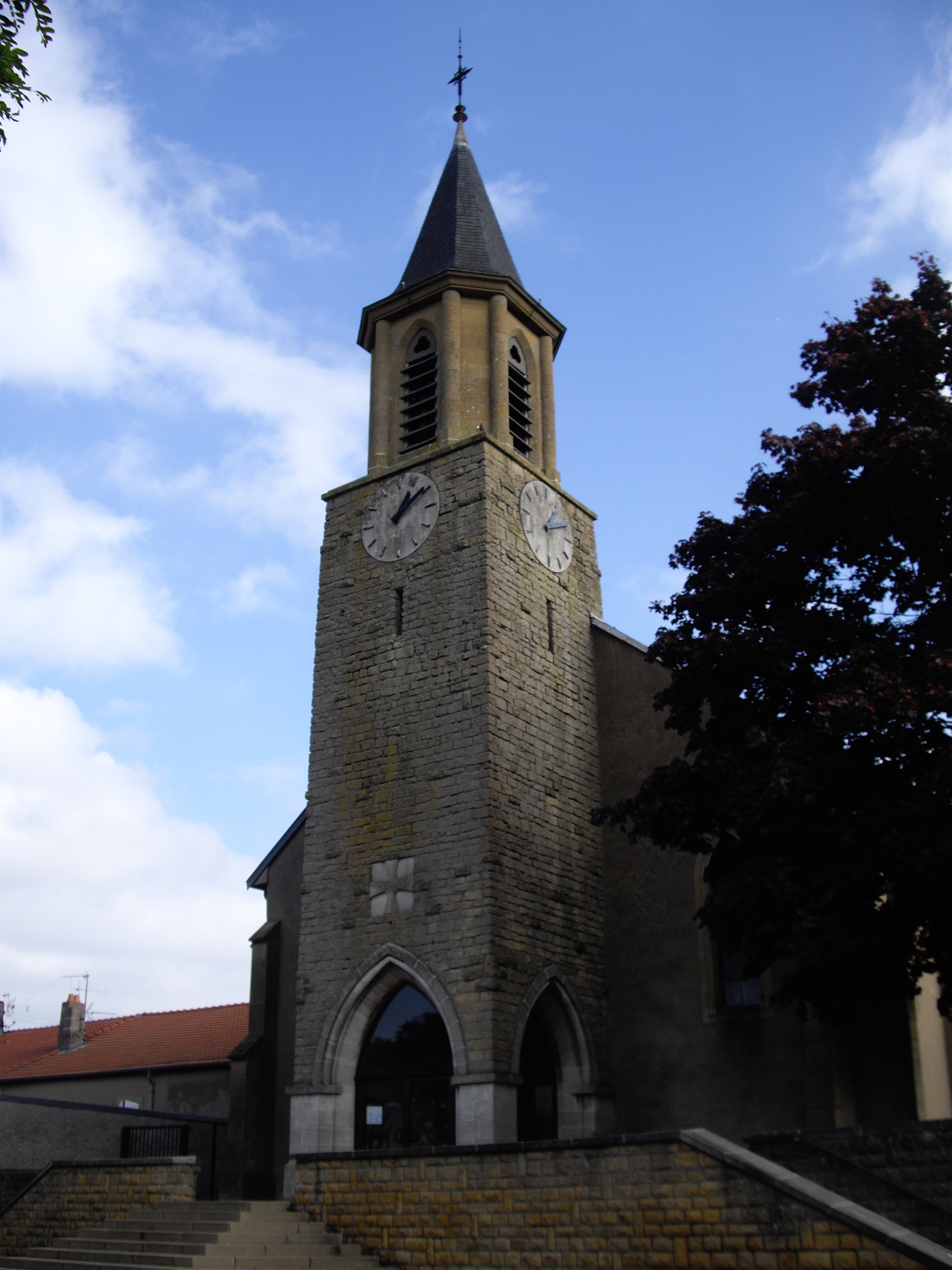
Kirche Saint-Matthieu
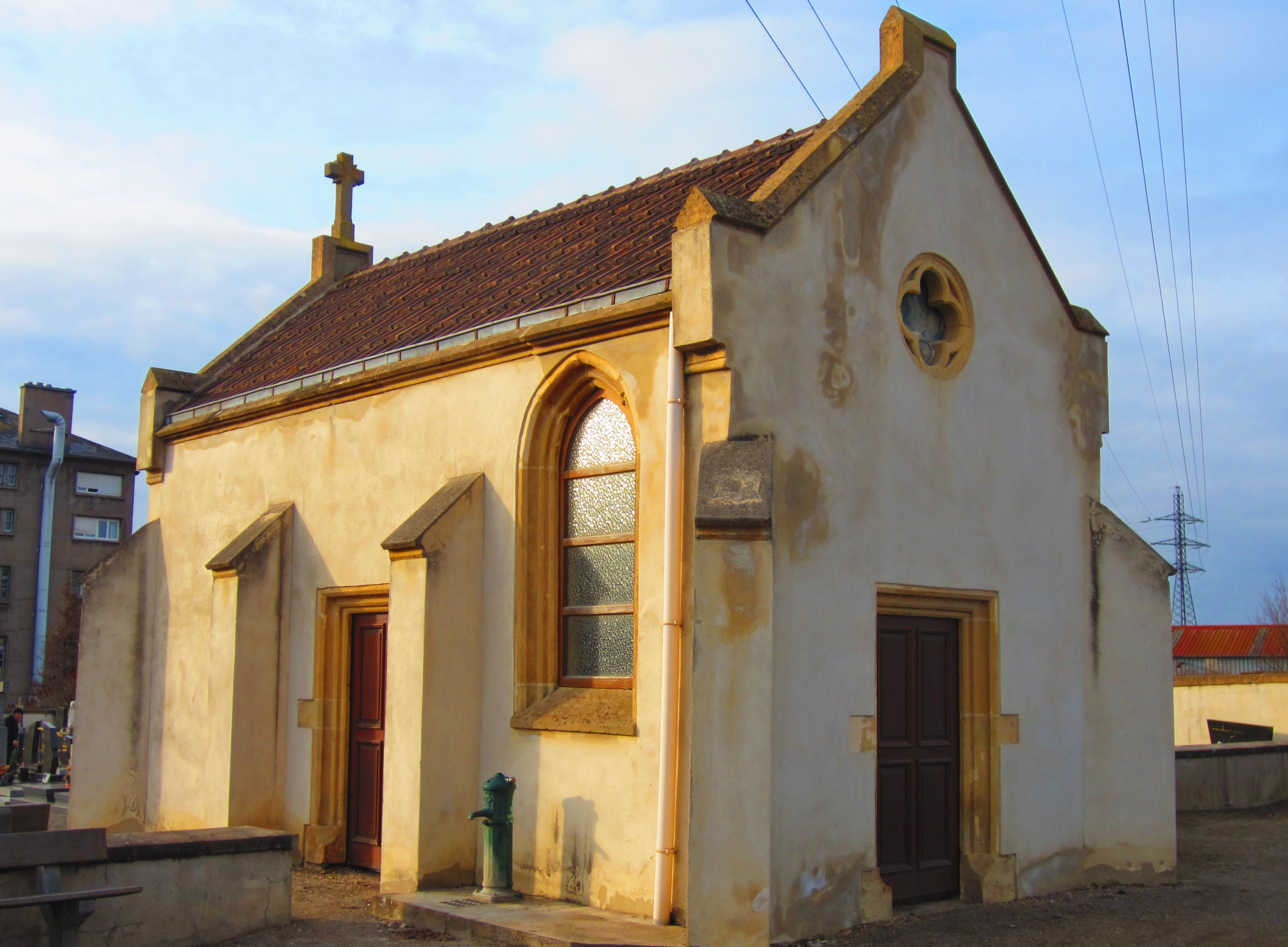
Friedhofskapelle
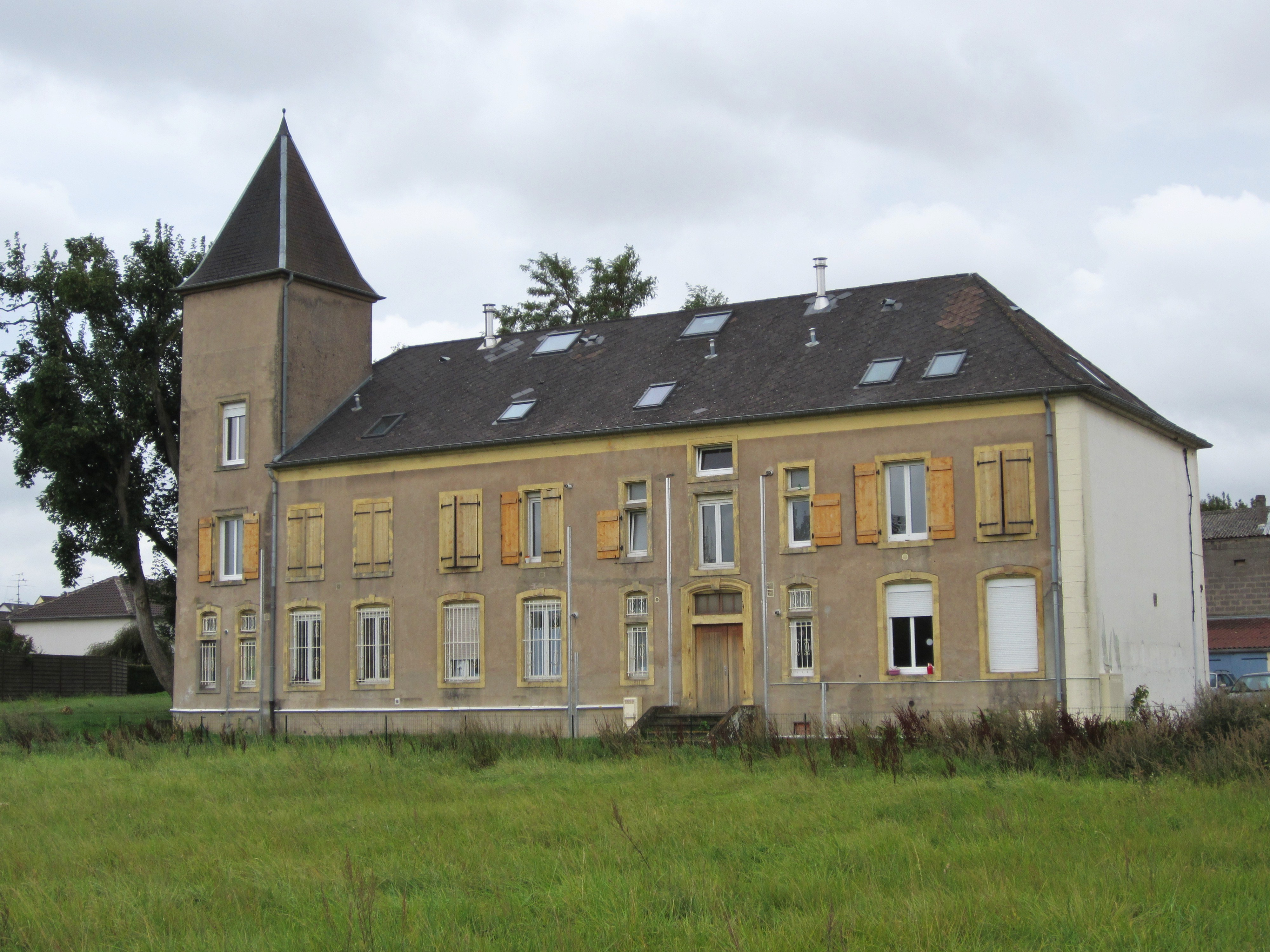
Schloss Guénange